# .hk
‎.hk‏ دامنه اینترنتی اختصاص داده شده به هنگ کنگ است.